# Ефект на Дънинг – Крюгер
Ефектът на Дънинг – Крюгер е когнитивна склонност, при която неквалифицирани за нещо индивиди имат илюзия за превъзходство, изразяващо се в надценяване на собствените познавателни способности и подценяване от тях на други, които може да са и много по-компетентни от тях в същата сфера. Приписва се на метакогнитивната неспособност на неквалифицирания да разпознава грешките си.
Действителната компетентност, от своя страна, може да отслаби самочувствието, тъй като компетентните личности могат погрешно да допускат, че другите хора са носители на равностойно или по-голямо, спрямо тяхното разбиране или познание. 
Както заключават Дейвид Дънинг и Джъстин Крюгер, „погрешната оценка на некомпетентните произтича от грешка относно самия себе си, докато погрешната оценка на високо компетентните произтича от грешка относно компетентността на другите“.
Дънинг казва за това явление: „Ако си некомпетентен, не можеш да знаеш, че си некомпетентен... Уменията, нужни да определиш верния отговор, са същите умения, които ти трябват, за да разпознаеш какво е верен отговор“. Сходни изказвания са правили някои древни мислители, като Лао-Дзъ, Сократ и апостол Павел.

## Първоначално проучване
Психологическият феномен илюзорно превъзходство е идентифициран в проучването на Дънинг и Крюгер през 1999 „Неспособни и неосъзнаващи го: Как трудностите в разпознаването на собствените слабости води до завишена самооценка“. Дефиниран е във връзка с криминалния случай на Уийлър МакАртър – банков обирджия, покрил лицето си със сок от лимон, с убеждението, че така ще стане невидим за охранителните камери (по аналогия, с използването на лимоновия сок за направа на симпатично мастило). Той е много учуден, че хитрината му няма търсения ефект и дълго не успява да проумее защо става така.
Други изследвания на феномена, като „Защо хората не са способни да видят собствените си недостатъци“ (2003), показват че неправилната самооценка произтича от незнанието на стандартите в изпълнението на дадена дейност. Проучването на Дънинг и Крюгер също показва, че тренирането на определена задача способства за намаляването му. Например решаването на логически пъзели, повишава способността на хората правилно да определят колко са добри в постигането на висок резултат в такива игри.
Дънинг обяснява ефекта на Дънинг – Крюгер като „анозогнозия при всекидневния живот“, което се отнася до неврологично състояние, при което човек с увреждания или отрича своето увреждане, или не го осъзнава (но по принцип, поради неврологически, а не по психологически причини, тъй че това не е случай на анозгозия, а само е  сравнимо с нея).